# الدرر الکامنه
الدُرَر الکامِنَه (عنوانی ادبی در عربی است، به معنای: دُرهای نهان، مرواریدهای پنهان؛ کنایه از روشنگری) با عنوان کامل «الدرر الکامنة فی أعیان المائة الثامنة» (به‌معنای: دُرهای نهفته در بزرگان هشتمین سده) نوشتهٔ ابن حجر عسقلانی است که زندگی‌نامهٔ بیش از ۵۲۰۰ تن از بزرگان اسلامی در سدهٔ هشتم هجری/ تقریباً برابر با سدهٔ چهاردهم میلادی (از ۷۰۱ق تا پایان ۸۰۰ق / ۱۳۰۱ - ۱۳۹۸م) به‌ترتیب الفبای عربی را گردآورده است.

نگارنده زندگی‌نامهٔ بسیاری از استادان خود (شیخ) را ذکر کرده، به یاد کرد زنان دانشمند پرداخته، به تاریخ پادشاهان و فرمانروان روزگارش به ویژه مغولان نیز پرداخته است و حتی به جنگ‌های معاصرش اشاره کرده‌است.

ابن حجر اثری به‌روزشده نیز پیوست الدرر نمود که به افراد مربوط به سال‌های ۸۰۱ تا ۸۳۲ است.